# Legge di Vegard
In metallurgia e in fisica dello stato solido la legge di Vegard (o regola di Vegard) è una regola empirica approssimata per calcolare la costante di reticolo di una lega. Secondo tale regola, a temperatura costante la relazione tra la costante reticolare e la concentrazione relativa dei componenti della lega è lineare.
Ad esempio, per l'arseniuro di gallio e alluminio {\displaystyle {\ce {Al_{x}Ga_{1-x}As}}}, composto da una frazione {\displaystyle {\ce {x}}} di {\displaystyle {\ce {AlAs}}} e {\displaystyle {\ce {(1-x)}}} di {\displaystyle {\ce {GaAs}}}, la legge di Vegard predice
{\displaystyle {\mathit {a}}_{AlGaAs}={\mathit {x}}{\mathit {a}}_{AlAs}+(1-{\mathit {x}}){\mathit {a}}_{GaAs}}.
La semplice relazione lineare si può utilizzare anche per altri parametri del cristallo, come ad esempio la band gap. Tuttavia, talvolta la relazione lineare non è sufficientemente precisa, e si introduce un ulteriore termine, con un parametro {\displaystyle {\mathit {b}}} detto, in inglese, bowing parameter:
{\displaystyle {\mathit {E_{g}}}_{AlGaAs}={\mathit {x}}{\mathit {E_{g}}}_{AlAs}+(1-{\mathit {x}}){\mathit {E_{g}}}_{GaAs}-{\mathit {bx}}(1-{\mathit {x}})}.
Quando le variazioni di parametro di cella sono molto piccole rispetto alla composizione totale, la legge di Vegard diventa equivalente alla legge di Amagat.